# A posse ad esse non valet consequentia
A posse ad esse non valet consequentia (alla lettera: "Dal potere all'essere non vale la conseguenza") spesso anche formulato con A posse ad esse non currit illatio, è una locuzione latina che si rifà a un principio logico secondo cui non tutto ciò che è possibile si realizzi, ovvero come non vi sia necessità che una realtà potenziale (è possibile che una cosa sia) si verifichi (la cosa è).
Dunque non esiste un rapporto consequenziale (cioè una relazione causale) tra la possibilità d'essere (il posse) e l'essere (l'esse).
L'espressione ha carattere normativo, attinente alla legalità dei ragionamenti che deducono per inferenza la necessità di un fatto, di una proposizione dalla sua possibilità (non si può ricavare dal poter essere, il dover essere).
Perciò se diciamo che una cosa è, il suo essere non è conseguenza del suo poter essere, dato che, se l'essere fosse conseguenza (consequentia) della sua possibilità d'esistenza, allora sarebbe necessario e quindi cadremmo in contraddizione, poiché la possibilità è categoria che non implica necessariamente l'esistenza né tuttavia la esclude.
La possibilità è o contingenza o necessità: l'una riguarda ciò che è ma potrebbe non essere (o il contrario), l'altra ciò che è e non può non essere (cioè, ciò il cui opposto implica contraddizione). Pertanto il passaggio da possibilità (d'essere) ad essere non è necessario se non è necessaria la sua ragion d'essere (ratio essendi); si dice che il posse non è ragion sufficiente dell'esse.